# René Schulthoff
René Schulthoff (* 1972 in Erwitte) ist ein deutscher Journalist, Reporter und Redakteur.

## Leben und Werdegang
René Schulthoff absolvierte ab 1993 beim Lokalsender Hellweg Radio in Soest ein zweijähriges Volontariat, anschließend studierte er von 1995 bis 1999 Journalistik an der Technischen Universität Dortmund. Nebenher engagierte er sich bei der Vorbereitung von internationalen medizinischen Hilfsprojekten, so 1996–1998 für Tschetschenien und 1997–1998 für Inguschetien. Nach Abschluss des Studiums war er journalistisch unter anderem beim WDR (Eins Live) und bei der dpa tätig. Zudem war er von 1999 bis 2002 mehrmals als Projektleiter für die Hilfsorganisation Hammer Forum international unterwegs, wie 1999 in Albanien, 1999–2001 im Kosovo und 2002 in den Palästinensischen Autonomiegebieten.
Von 2002 bis 2007 arbeitete Schulthoff als Journalist, Reporter und Videojournalist bei Radio Bremen TV. Außerdem war er für die OSZE/ODIHR als Wahlbeobachter im Einsatz, so 2003 in Georgien und 2004 mehrmals in der Ukraine. Als TV-Redakteur und -Reporter war er 2007 bei Spiegel TV tätig, und 2008 bei Focus TV. 2009 engagierte er sich erneut als Wahlbeobachter und wurde von der OSZE/ODIHR drei Monate in Albanien eingesetzt. Beruflich war Schulthoff im Jahr 2009 als Freelancer tätig, als TV-Journalist sowie als Consultant. Seit September 2009 ist er als Beobachter für die European Union Monitoring Mission (EUMM) in Georgien tätig.
Als Auslandsreporter berichtete Schulthoff unter anderem aus den Ländern Eritrea, Tschetschenien, Inguschetien, Afghanistan, Mazedonien, Albanien, Demokratische Republik Kongo, Libanon, Syrien, Jordanien, Kap Verde und Israel.

## Auszeichnungen
- 2005: Journalistenpreis für Denkmalschutz des Deutschen Nationalkomitees für Denkmalschutz (gemeinsam mit Andrea Röpke für die Reportage Gedenkstätten wider Willen über das Stammlager bei Sandbostel; TV-Beitrag für buten-un-binnen)[1]
- 2005: Goldener Igel, Kategorie Fernsehen, Medienpreis des Reservistenverbands (gemeinsam mit Susanne Brahms für die Reportage Begegnungen in Kabul; Radio Bremen TV)
- 2006: CNN Journalist Award, Kategorie TV (für die Auslandsreportage Harte Jungs und weiche Knie über das Tough Guy Race in Birmingham; Radio Bremen TV)[2]
- 2008: Bremer DRK-Medienpreis (für die Reportage Hilfstransport in den Libanon; TV-Beitrag für buten-un-binnen)[3]

## Dokumentationsfilme (Auswahl)
- 2003: Begegnungen in Kabul (gemeinsam mit Susanne Brahms; Radio Bremen TV)
- 2004: Gedenkstätten wider Willen (gemeinsam mit Andrea Röpke; buten-un-binnen, Bremen)
- 2004: Gewalt von Rechts – Anhänger der NPD immer brutaler (gemeinsam mit Andrea Röpke; Kontraste/RBB)
- 2005: Bremens rechter Rand (Filmprojekt, Kulturelle Filmförderung Bremen 2004)
- 2005: Kampf um die Köpfe. Die Szene der Neonazis im Bremer Umland (gemeinsam mit Andrea Röpke; Filmprojekt im Auftrag des Senators für Arbeit Frauen, Gesundheit, Jugend und Soziales Bremen)
- 2005: Harte Jungs und weiche Knie (Radio Bremen TV)
- 2007: Hilfstransport in den Libanon (buten-un-binnen, Bremen)
- 2007: Lukrative Notfälle – Polnischer Babyboom in Schwedt (gemeinsam mit Christoph Gaj, Spiegel-TV)